# 21
Cette page concerne l'année 21  du calendrier julien. Pour l'année 21 av. J.-C., voir 21 av. J.-C. Pour le nombre 21, voir 21 (nombre).
Pour les articles homonymes, voir 21 (homonymie).
L'année 21 est une année commune qui commence un mercredi.

## Événements
- Tibère se retire en Campanie au début de l'année[1].
- Automne : mauvaise récolte en Chine aggravant les révoltes agraires ; Wang Mang envoie des troupes qui sont battues[2].

- Révolte en Thrace contre le roi Rhémétalcès II, qui est assiégé dans Philippopolis ; les troupes romaines de Velleius, peut-être l'historien Velleius Paterculus, font lever le siège[1].
- Échec d'un soulèvement des aristocrates gaulois Trévires et Eduens Caius Julius Florus et Caius Julius Sacrovir contre Rome. Ils prennent en otage des jeunes aristocrates qui recevaient une éducation romaine à Augustodunum (Autun). La rébellion est rapidement matée[1].
- Quintus Junius Blaesus devient proconsul d'Afrique. Il réprime la révolte de Tacfarinas (fin en 24)[3].
- Les Romains créent un État tampon sur le territoire des Quades au sud de la Slovaquie et placent Vannius à sa tête (regnum Vanniarum)[4].

- Construction de la caserne des prétoriens à la limite orientale du Quirinal, à Rome, entre 21 et 23[5].
- Fondation de Tibériade en Judée par Hérode Antipas[6].

## Décès en 21
- Caius Julius Arminius, roi germain.